# Ліанозово (станція метро)
55°53′52″ пн. ш. 37°32′37″ сх. д. / 55.89778° пн. ш. 37.54361° сх. д.
Ліанозово (рос. Лианозово) — проміжна станція Люблінсько-Дмитрівської лінії Московського метрополітену. 
Розташована на межі Ліанозово (ПнСАО), Східного Дегуніно та Дмитрівського району (ПнАО); по першому з них дістала назву; відкрита 7 вересня 2023 

у складі дистанції Селігерська — Фізтех.

## Конструкція та колійний розвиток
Колона трипрогінна станція мілкого закладення з однією острівною прямою платформою, без колійного розвитку.

## Пересадки
- автобус[2]: е59, 53, 63, 92, 98, 136, 149, 167, 179, 284, 352, 499, 559, 563, 571, 644, 677, 677к, 685, 763, 774, 836, 928, 994, т36, т78
- Ліанозово

| Попередня станція | Лінія | Лінія                        | Лінія | Наступна станція |
| ----------------- | ----- | ---------------------------- | ----- | ---------------- |
| Яхромська         |       | Люблінсько-Дмитровська лінія |       | Фізтех           |